# Lebakmuncang
Lebakmuncang is een bestuurslaag in het regentschap Bandung van de provincie West-Java, Indonesië. Lebakmuncang telt 12.899 inwoners (volkstelling 2010).